# Gumniska Fox (gromada)
Gumniska Fox (także Gumniska lub Gumniska-Fox) – dawna gromada, czyli najmniejsza jednostka podziału terytorialnego Polskiej Rzeczypospolitej Ludowej w latach 1954–1972.
Gromady, z gromadzkimi radami narodowymi (GRN) jako organami władzy najniższego stopnia na wsi, funkcjonowały od reformy reorganizującej administrację wiejską przeprowadzonej jesienią 1954 do momentu ich zniesienia z dniem 1 stycznia 1973, tym samym wypierając organizację gminną w latach 1954–1972.
Gromadę Gumniska Fox z siedzibą GRN w Gumniskach Fox (w obecnym brzmieniu Gumniska) utworzono – jako jedną z 8759 gromad na obszarze Polski – w powiecie dębickim w woj. rzeszowskim na mocy uchwały nr 19/54 WRN w Rzeszowie z dnia 5 października 1954. W skład jednostki weszły obszary dotychczasowych gromad Braciejowa, Głobikowa i Gumniska Fox ze zniesionej gminy Dębica w tymże powiecie. Dla gromady ustalono 23 członków gromadzkiej rady narodowej.
31 grudnia 1961 gromadę Gumniska-Fox zniesiono, włączając jej obszar do gromady Latoszyn w tymże powiecie.